# واکسن زونا
واکسن زونا، واکسنی زنده است که توسط شرکت آلمانی مرک جهت عدم ابتلا به زونا معرفی شده است. در مطالعات انجام شده این واکسن بروز بیماری زونا را تا بیش از پنجاه درصد کاهش داده است. همچنین شدت بیماری و شانس ابتلا به پست‌هرپتیک نورالژیا را کاهش داده است.واکسن shingrix جدیدترین نوع واکسن است که تا ۹۰درصد در پیشگیری موثر است در دو دوزتزربق شده و‌چهار تا پنج سال اثر آن ماندگاری دارد .

## گواهی‌ها
واکسن زونا در سال ۲۰۰۶ تایید سازمان غذا و داروی آمریکا را به دست آورد. 